# Cementiri dels Jans
El Cementiri dels Jans és cementiri de Tarragona protegit com a Bé Cultural d'Interès Local.

## Descripció
Va ser un fossar destinat a l'enterrament dels no catòlics que es trobava al camí dels fortins. Presenta un petit jardí el qual dona a dues portes de ferro que són pròpiament el cementiri. Curiosa inclusió, en una zona d'habitació, d'un petit fossar laic conegut popularment per «cementiri dels jans». «Jans» és un mot popular que designa l'estranger d'origen vagament nòrdic o anglosaxó.

## Història
El fossar sorgí arran de l'estada de les tropes angleses a la ciutat de Tarragona, a partir de 1709. Encara és propietat de la Corona Britànica, ja que els terrenys es van donar a principis del segle xviii, amb motiu de la Guerra de Successió. El 1841 va tenir lloc el primer enterrament, i el 1992 l'últim. Abans de la ubicació actual estava a una cantera del port, segons consta en un document de 1817.
És el cementiri protestant més antic d'Espanya.